# Lijst van personen uit Doornik
Dit is een chronologische lijst van personen uit Doornik. Het betreft personen die zijn geboren in de Belgische stad Doornik.

## Geboren
- Rogier van der Weyden (1399-1464), kunstschilder (Vlaamse Primitieven)
- Marie Dentière (1495-1561), priorin en reformator
- Isaac le Maire (1558/1559-1624), koopman
- Gerard Bacot (1743-1822), Nederlands predikant, patriot, rechter
- Petrus Hofstede (1755-1839), Nederlands politicus
- Albert Goblet d'Alviella (1799-1873), militair en politicus; premier van België 1832-1834
- Louis Haghe (1806-1885), graficus
- Louis Gallait (1810-1887), kunstschilder
- Louis Goblet d'Alviella (1823-1867), volksvertegenwoordiger
- Henri Limbourg (1833-1860), wiskundige
- Jean-Baptiste Moens (1833-1908), filatelist, filatelistisch journalist en een van de eerste postzegelhandelaren
- Jules Bara (1835-1900), liberaal politicus en minister
- Hippolyte Boulenger (1837-1874), kunstschilder (School van Tervuren)
- Georges Rodenbach (1855-1898), schrijver (Bruges-la-Morte) en dichter
- René de Peellaert (1864-1927), Brugs edelman, voorzitter van Cercle Brugge.
- Hélène Dutrieu (1877-1961), eerste vrouwelijke pilote, baanwielrenster
- Henry Lacoste (1885-1968), architect van het interbellum.
- Pierre Nothomb (1887-1966), politicus en schrijver
- Arthur Prévost (1888-1967), componist en dirigent van de muziekkapel der Gidsen
- Gabrielle Petit (1893-1916), verzetsheldin (Eerste Wereldoorlog)
- Joseph Lacasse (1894-1975), abstract kunstschilder
- George Grard (1901-1984), beeldhouwer
- André Delrue (1906-1999), politicus
- Luc Varenne (1914-2002), sportjournalist
- André-Paul Duchâteau (1925-2020), journalist, schrijver en scenarist van stripverhalen
- Arnaud Decléty (1933-2000), politicus
- Michel Vermote (1963), ex-wielrenner
- Dominique Lemoine (1966), ex-voetballer
- Olivier Besengez (1971), ex-voetballer
- Ludivine Dedonder (1977), politica
- Mélanie Cohl (1982), zangeres
- Sabine Dardenne (1983), schrijfster
- Laurent Depoitre (1988), voetballer
- Camille Laus (1993), atlete

Brussel:
Anderlecht
Brussels Hoofdstedelijk Gewest · 
Etterbeek · 
Ukkel

Vlaanderen:
Aalst · 
Antwerpen · 
Brugge ·
Geel · 
Genk · 
Gent · 
Hasselt ·  
Ieper · 
Kortrijk · 
Leuven · 
Lichtervelde · 
Lier · 
Lokeren · 
Mechelen · 
Oostende · 
Oudenaarde · 
Poperinge · 
Roeselare ·
Sint-Niklaas ·  
Sint-Truiden · 
Tienen · 
Tongeren · 
Turnhout · 
Vilvoorde

Wallonië: 
Aarlen · 
Charleroi ·  
Doornik ·  
Luik · 
Moeskroen ·  
Namen · 
Verviers · 
Waver